# Scolopendra cingulata
Il centopiedi fasciato (Scolopendra cingulata Latreille, 1829) è una specie di centopiedi del genere Scolopendra, indicata come "la specie di scolopendromorfo più comune nell'area mediterranea".

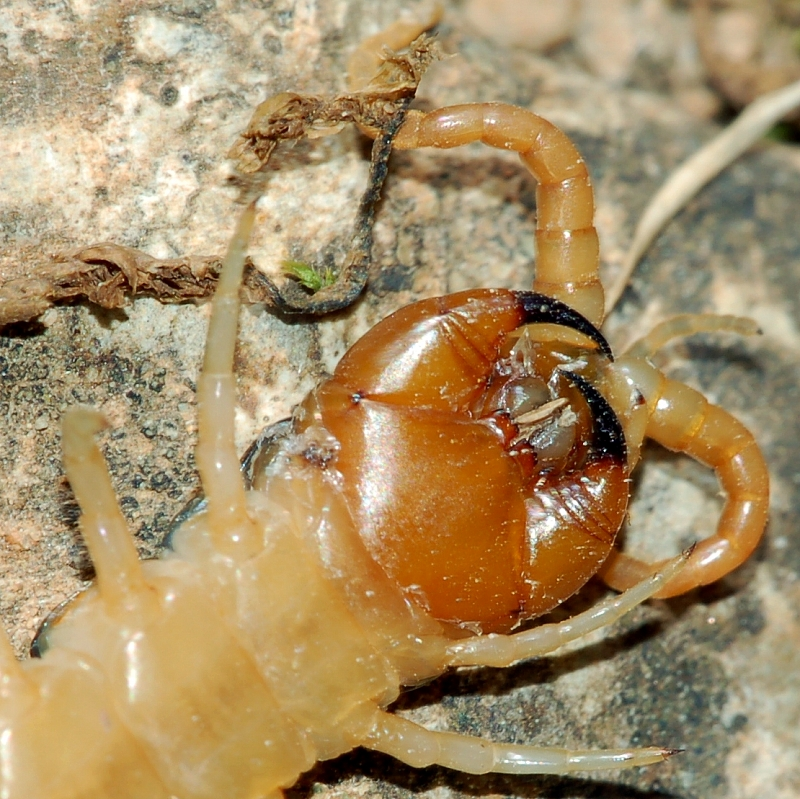
La parte inferiore della testa mostra le forcipule

La specie presenta fasce alternate di colore nero e giallo-oro. Con i suoi circa 10-15 cm, la Scolopendra cingulata è una delle specie più piccole della famiglia degli Scolopendridae. 
Ampiamente distribuita, questa specie può essere trovata in tutta l'Europa meridionale e intorno al Mar Mediterraneo, in paesi come Bulgaria, Portogallo, Spagna, Francia, Italia e Grecia, nonché in alcune zone del Nord Africa.
La Scolopendra cingulata è un animale scavatore e predilige ambienti bui e umidi: si può trovare sotto i tronchi e nella lettiera delle foglie.

## Dieta
La Scolopendra cingulata è un carnivoro opportunista. Attacca e si nutre di quasi tutti gli animali che non la superano in dimensioni. Questi includono insetti e piccole lucertole.